# Dix Mille Foyers de lumière
Pour plus de détails, voir Fiche technique et Distribution.
Dix Mille Foyers de lumière (chinois simplifié : 万家灯火 ; pinyin : Wànjiā Dēnghuǒ), est un film dramatique chinois réalisé par Shen Fu sorti en 1948.
Le film est sélectionné par Asia Weekly comme l'un des 100 meilleurs films chinois du XXe siècle. et figure à la 91e place du classement des 100 meilleurs films en langue chinoise établi par la Hong Kong Film Academy.

## Synopsis
Le film commence avec une petite famille de quatre personnes (dont une domestique et une petite fille) dans le Shanghai de l'après-guerre. Le père, Hu Zhiqing, est un modeste employé de bureau. Il apprend un jour par une lettre que sa mère et la famille de son frère descendent de province pour le rejoindre, car les conditions de vie sont difficiles à la campagne. Sa femme l'avertit que cela signifie que les dépenses du ménage vont augmenter considérablement.
En raison de l'inflation galopante, Hu a du mal à nourrir les neuf personnes de cette famille élargie. Ils sont à l'étroit dans un petit appartement loué. Les choses deviennent encore plus difficiles lorsqu'il est licencié par Qian Jianming, un ancien ami. Hu n'arrive pas à trouver un nouvel emploi et son jeune frère doit faire des petits boulots dans la rue. Sa femme se dispute avec sa mère et fait une fausse couche. Il est pris pour un voleur à la tire et se fait tabasser dans un autobus public. Désemparé, Hu se fait renverser accidentellement par le chauffeur de Qian.
Hu reste dans le coma pendant des jours à l'hôpital. Sa mère et sa femme le recherchent frénétiquement et se réconcilient dans la foulée. Lorsqu'elles se retrouvent dans leur ancien appartement après que Hu a retrouvé le chemin de la maison, chacune déclare qu'elle est fautive. Mais le film se termine sur la prise de conscience de Hu qu'aucun d'entre eux n'est vraiment en faute ; ce sont seulement les temps difficiles qui rendent les choses exceptionnellement ardues.

## Fiche technique
- Titre français : Dix Mille Foyers de lumière[2],[3] ou Dix Mille Foyers dans la lumière[4]
- Titre chinois : 万家灯火, Wànjiā Dēnghuǒ[5],[6]
- Réalisation : Shen Fu
- Scénario : Shen Fu, Yang Hansheng (zh)
- Photographie : Zhu Jinming
- Montage : Fu Zhengyi, Wu Dingfang
- Musique : Wang Yunjie
- Décors : Niu Baorong, Xin Hanwen
- Sociétés de production : Studios Kunlun (zh)[7]
- Pays de production :  République de Chine
- Langue originale : mandarin
- Format : Noir et blanc
- Genre : film dramatique
- Durée : 121 minutes
- Dates de sortie : 
  - Chine : 1948

## Distribution
- Shangguan Yunzhu : Lan Youlan
- Ma Lan (zh) : Hu Zhiqing
- Wu Yin : Vieille Mme Hu
- Wang Ping : Mme Chen
- Shen Yang : Hu Chunsheng
- Qi Heng : Qian Jianming
- Gao Zheng : Xiaozhao
- Wei Jiang : Zhu Zhihao
- Li Wanqing : Ah Zhen